# Norra Kypesjön
Norra Kypesjön är en sjö i Borås kommun i Västergötland och ingår i Viskans huvudavrinningsområde. Den är numera sedan länge belägen inom Borås djurparks område.